# Ngọc Sơn (phường)
Ngọc Sơn là một phường thuộc tỉnh Thanh Hóa, Việt Nam.
Được thành lập ngày 16 tháng 6 năm 2025 trên cơ sở các xã, phường Thanh Sơn, Thanh Thủy, Hải Châu, Hải Ninh của thị xã Nghi Sơn, phường Ngọc Sơn chính thức hoạt động từ ngày 1 tháng 7 năm 2025.

## Địa lý
Phường Ngọc Sơn nằm ở phía nam tỉnh Thanh Hóa, cách trung tâm Thủ đô Hà Nội khoảng 182 km, có vị trí địa lý:
- Phía bắc giáp các xã Quảng Chính và Trường Văn với ranh giới là Lạch Ghép
- Phía nam giáp phường Tân Dân
- Phía tây giáp xã Tượng Lĩnh và xã Các Sơn
- Phía đông giáp xã Tiên Trang và Biển Đông.

Phường Ngọc Sơn có diện tích tự nhiên 38,16 km², quy mô dân số năm 2024 là 47.911 người, mật độ dân số đạt 1.256 người/km².

## Lịch sử
Địa giới hành chính phường Ngọc Sơn trước đây vốn là các xã, phường Thanh Sơn, Thanh Thủy, Hải Châu, Hải Ninh, nằm ở cực bắc của thị xã Nghi Sơn.
Ngày 16 tháng 6 năm 2025, thị xã Nghi Sơn bị giải thể do bỏ cấp huyện; phường Ngọc Sơn được thành lập theo Nghị quyết số 1686/NQ-UBTVQH15 của Ủy ban Thường vụ Quốc hội trên cơ sở sáp nhập toàn bộ diện tích tự nhiên và quy mô dân số của 2 phường Hải Châu, Hải Ninh cùng 2 xã Thanh Sơn, Thanh Thủy từng thuộc thị xã Nghi Sơn.
Phường này chính thức hoạt động từ ngày 1 tháng 7 năm 2025, là đơn vị hành chính trực thuộc tỉnh Thanh Hóa.

## Hành chính
Phường Ngọc Sơn có 37 tổ chức tự quản. Dưới đây là danh sách các tổ chức tự quản theo địa giới từng xã, phường cũ:
| Mã    | Tên xã/phường | Hành chính    | Hành chính |
| Mã    | Tên xã/phường | Số lượng      | Danh sách |
| ----- | ------------- | ------------- | --- |
| 16564 | Hải Châu      | 9 tổ dân phố  | Bắc Châu, Đông Thắng, Hòa Bình, Liên Hải, Liên Thành, Nam Châu, Thanh Bình, Thanh Trung, Yên Châu                                                 |
| 16567 | Thanh Thủy    | 4 thôn        | Đồng Minh, Nhật Tân, Phượng Cát, Tào Sơn |
| 16570 | Thanh Sơn     | 11 thôn       | Đông Thành, Phúc Lý, Phượng Áng, Sơn Hạ, Sơn Thượng, Thanh Bình, Thanh Châu, Trung Sơn, Trung Thành, Văn Phúc, Xuân Sơn                           |
| 16576 | Hải Ninh      | 13 tổ dân phố | Bắc Thành, Đồng Minh, Hạnh Phúc, Hồng Kỳ, Hồng Phong 1, Hồng Phong 2, Hưng Sơn, Nam Thành, Nam Tiến, Nhân Hưng, Thanh Bình, Thanh Cao, Thống Nhất |